# Joaquín Manuel de Moner y de Siscar

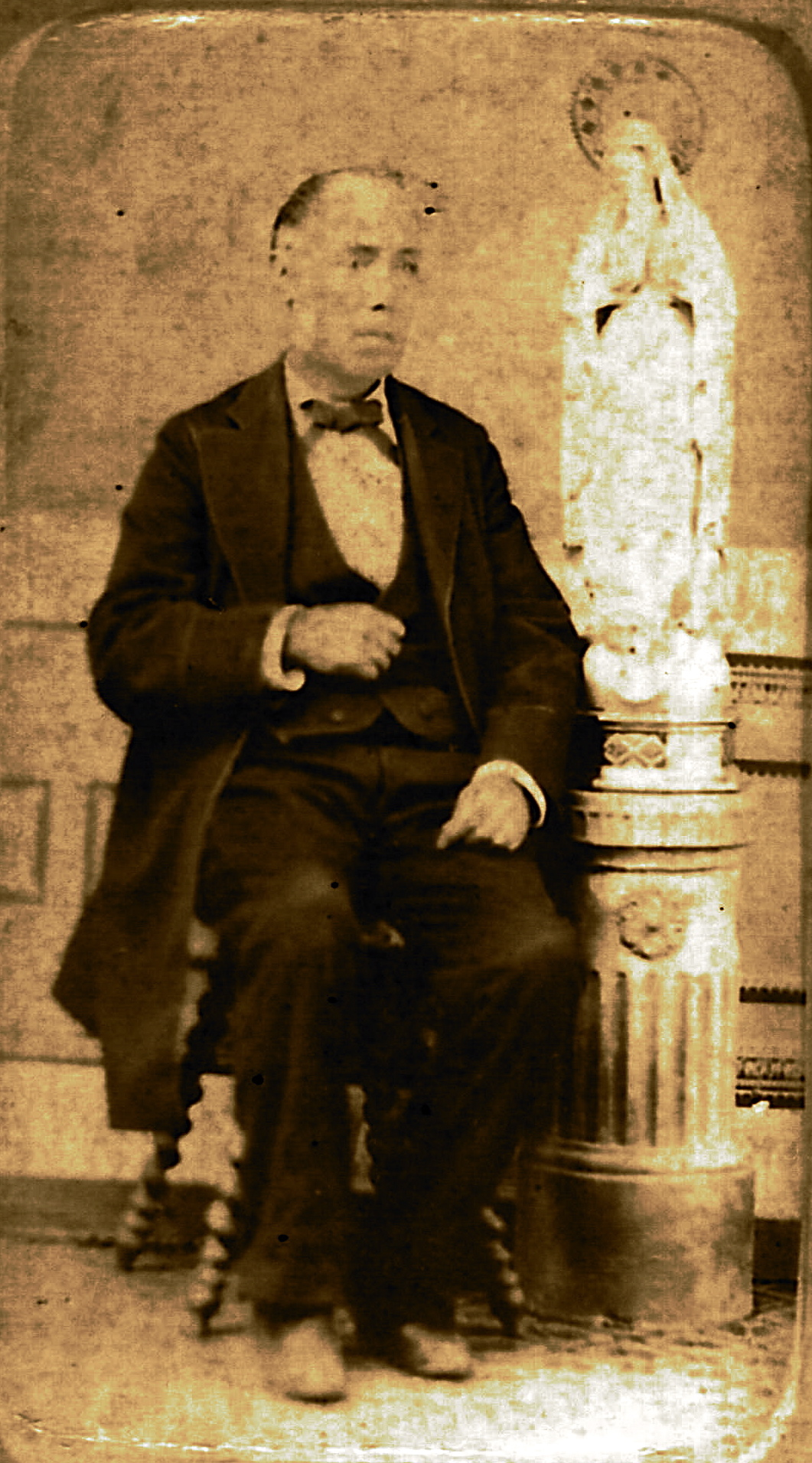
Retrato de Joaquim Manuel

Joaquín Manuel de Moner y de Siscar (Fonz, 7 de abril de 1822 — Fonz, 22 de octubre de 1907) fue escritor, jurista y filósofo aragonés. 
Finalizó sus estudios de Derecho en 1845 y se doctoró en derecho civil y canónico. Se licenció también en filosofía y ciencias exactas. Escribió diversas obras sobre temas religiosos y jurídicos, especialmente sobre el derecho foral aragonés. Fue cronista oficial de Ribagorza, lo que le permitió publicar diversas obras críticas como una Historia de Tamarite de 1876. Poseía una imprenta propia en Fonz, que usó para difundir su obra.
En 1868, bajo la ley de libertad de enseñanza, abrió una academia de enseñanza secundaria y de derecho llamada “Establecimiento literario, piadoso y tipográfico de Cervuna” en Fonz. Contó para ello con el asesoramiento y apoyo de capellanes amigos suyos. En 1873 fundó en Sort el centro Savarneda con similar aproximación. Publicó varios discursos dirigidos a los alumnos de ambos centros.
Fue colaborador de la Revista de Aragón, en la que publicó Nuestra Señora de Obarra en Ribagorza. Reunió una biblioteca de más de 20.000 libros, que a su muerte fueron divididos entre el monasterio del Pueyo de Barbastro (parte jurídica), y otros herederos. Parte de este patrimonio se perdió en la subisguiente fragmentación y en la guerra civil española.

## Obras
- Historia de Tamarite (Fonz, 1876)
- Historia de Ribagorza, desde sus orígenes a nuestros días (Fonz, 5 vols. 1878-80)
- Nuestra Señora de Obarra en Ribagorza (Zaragoza, 1879)
- Biografía de las Santas Nunilo y Alodia (Zaragoza, 1896)
- Diccionario del dialecto de Fonz y su comarca
- Biblioteca de Escritores Ribagorzanos (Zaragoza, 1884)
- Clave onomástica de los apellidos de los pueblos del Alto Aragón (Zaragoza, 1895, 544 pàgs.)